# Первый учитель
«Пе́рвый учи́тель» — повесть киргизского писателя Чингиза Айтматова о становлении образования в дальних аулах Киргизии и борьбе с патриархальными традициями. Повесть была написана в 1962 году на киргизском языке и переведена на русский язык автором совместно с А. Дмитриевой. 

## Издания
Русский перевод впервые был опубликован в седьмом номере журнала «Новый мир» в июле 1962 года. 
В 2004 году энциклопедический учебник «Литература Кыргызстана» назвал дату первой публикации повести 1961 год.

## Сюжет
Повесть начинается от имени Художника, его приглашают в родной аил Куркуреу на открытие новой школы. На мероприятие приглашены многие земляки, среди них академик Сулайманова.
Позже из Москвы писателю приходит письмо от неё, и он публикует его, ведя повествование от имени Алтынай.
Дюйшен приезжает в аул и начинает обучать детей, оборудовав для этого заброшенную конюшню. Хоть он и сам был безграмотным, он всеми силами пытался научить детей и дать им образование. Одна из его учениц — Алтынай, сирота, живет в семье двоюродного брата отца. Её родные не одобряли, что она полдня проводит в школе, а не помогает в хозяйстве. Спустя некоторое время они продали Алтынай в жены, человеку из соседнего аила, который похитил её из школы, избив учителя. Спустя несколько дней Дюйшен с нарядом милиции прибыли в этот аил, арестовали этого человека. Учитель определил Алтынай в ташкентский детдом, где она продолжила учебу.

## Экранизация
Андрей Кончаловский снял по повести свой первый полнометражный фильм «Первый учитель».